# Luczenbacher Pál
Szobi Luczenbacher Pál (Szob, 1818. február 15. (keresztelés) -–Hüttelsdorf bei Wien, 1900. március 12.) nagybirtokos, nagyiparos, kinevezett főrendiházi tag, a Magyar Vontató- és Gőzhajózási Társaság megalapítója.

## Életrajza
Luczenbacher Pál 1818-ban született Szobon. Apja, Luczenbacher János helyi birtokos, a Duna, Garam és az Ipoly folyók halászatának bérlője és nagykereskedő volt.
Luczenbacher János egyszerű halász volt, Hontmegye Szob helységében, kinek egyszerű foglalatossága mellett abból állott első spekulatiója, hogy falujában s a szomszéd helységekben fát vásárolt össze, s azt jó sikerrel addig szállitgatá Pestre, mig megtakargatott szerény nyereségeiből végre hajót birt vásárolni, melynek segitségével aztán rendezett fakereskedésbe vágott.
Iskolai tanulmányainak befejezése után Pál, testvérével Luczenbacher Jánossal (1816-1877) együtt otthon segítették apjukat munkájában. Apjuk halála után együtt folytatták annak munkáját. Míg János nevű testvére többnyire tüzifakereskedést folytatott Pesten, addig Pál nagyrészt Pesten, vagy Bécsben tartózkodott, és főleg vasúti és gőzhajózási ügyekkel foglalkozott.

## Munkásságuk
A Luczenbacher testvérek végezték a Győr-szőnyi vasút földmunkálatait, a Püspökladány és Nagyvárad közötti vasútvonal földmunkálatain kívűl ők vállalkoztak a sínek lerakására is; a Szeged-szőregi vasúti töltést pedig egészen az ő vállalatuk készítette el. A budai vasút építésénél a Luczenbacher testvérek csináltatták a Tétényig terjedő vonal összes föld- és vízi munkálatait, ide értve a nevezetes alagutat is. Budától Dinnyésig pedig az épületeket állították elő, a nevezetes vízmerővel együtt (mely a Dunából emeli át a vizet az itatóba, mivel az ottani salétromos víz a gőzkazánok megkérgesítése miatt használhatatlan volt.) Ők vállalkoztak a Siófok-kanizsai vasút földmunkáira és épületeire is, e célra a Balatonon járó, Kisfaludy-gőzöst is használva, a társaság részvényesei csak ez időben jutottak osztalékhoz. 
Ezenkívül egyéb vasúti munkákra és szerelvényekre is vállalkoztak még, így többek között az Ipoly, Garam, Vág folyókon levő és a Tiszán, Szolnoknál épülő fahidak elkészítésére is. 
A testvéreknek Szobon fekvő terjedelmes birtoka mellett szép fűrészmalma, téglagyára és kőbányája is volt, melynek termékeiből készültek a pesti, győri és szegedi járdák is de legnagyobb vállalkozásuk, az általuk megindított gőzhajózás volt.
A testvérek 1860. májusában kaptak hajózási engedélyt Pest-Buda területére, majd novemberben az ország összes vizeire. Első hajójukat az Inn-Donau Társaságtól vették, mely a Szent István nevet kapta. E hajóval indították meg a Pest-Esztergom közötti járatot, majd a brit Ruston gépgyár floridsdorfi hajógyárától három újabb hajót is rendeltek (Mátyás király, Zrínyi Miklós és Szent István elnevezésűt) és megnyitották a Pest-Mohács és az Esztergom-Győr közötti járatot is. Rustontól később vettek még egy öreg hajót is, mely az Árpád nevet kapta, ugyanekkor a régi Szent István nevűt Pannonhalma névre keresztelték át. 
Sajnos a Duna-Gőzhajózási Társasággal (rövidítve DGT-vel) folytatott versenyt - tőkehiány miatt - nem bírták, így személyhajóikat 1864-ben visszaadták Rustonéknak, akik a DGT-nek adták tovább, aki mindent felvásárolt, konkurenciája megszűnése érdekében. 
Luczenbacherék azonban csak a személyhajózást adták fel, két vontatójukkal először csak a pesti szakaszon, majd az egész ország területén fahajók bérvontatását végezték. Visegrád és Szigetvár nevű vontatást végző gőzöseikhez folyamatosan újabb hajókat vásároltak József, Arad, Temesvár, Maros, Duna, Körös, Bodrog néven, majd 1868-ban vállalkozásukhoz tőkéstársakat találva megalakították a Magyar Vontató Gőzhajózási Részvénytársaságot. 
E vállalatukba a kilenc gőzös mellett 12 uszályt is vittek apportként. 
1870-ben, hogy tőkeerősítést nyerjenek, beolvadtak az alakuló Magyar Lloyd Gőzhajózási Társaságba.
1878. február 21-én szobi előnévvel nemességet kapott.
1901-ben Szobon helyezték örök nyugalomra.